# Radio Disney (Perú)
Radio Disney Perú es una emisora radial peruana, ubicada en el 104.7 FM de Lima Metropolitana. Su programación incluye principalmente música de moda en español e inglés, de género rock y pop latino, reguetón y baladas. Su público objetivo es juvenil en un rango de 12 a 18 años. Es administrada por la empresa Rola Perú S.A.
Anteriormente, fue administrada por Compañía Peruana de Radiodifusión S.A. hasta septiembre de 2023. Se encuentra afiliada a Radio Disney Latinoamérica.

## Historia
El 1 de julio de 2017 inició sus transmisiones en señal de prueba hasta el 24 de julio de 2017, fecha en que comenzó sus emisiones de forma oficial a las 9:00 a.m.
En su inauguración, contó con saludos de las principales figuras de The Walt Disney Company Latin America y artistas internacionales, tales como CNCO, Luis Fonsi, Karol Sevilla, Daddy Yankee, Juanes, Tini Stoessel, Alejandra Guzmán, Río Roma, Laura Pausini, J Balvin, entre otros.
Entre septiembre de 2019 y septiembre de 2023, la emisora fue administrada por Compañía Peruana de Radiodifusión S.A., la cual administra la cadena de señal abierta América Televisión.
En septiembre de 2023, Radio Disney Latinoamérica presentó al público una nueva identidad gráfica y actualizó su logotipo. En Perú, el eslogan cambió a La radio que te escucha.
Tras el cierre de Radio América 104.7 y la finalización de su alianza estratégica con la Compañía Peruana de Radiodifusión, el 15 de septiembre de 2023, Radio Disney Perú comenzó a transmitirse simultáneamente en las frecuencias 104.7 FM y 91.1 FM de Lima hasta el 18 de septiembre de 2023. En esta última fecha, concluyó también su alianza con Radio San Borja. A partir de ese día, la emisora dejó de emitirse en la frecuencia 91.1 FM . En esta última frecuencia, empezó a emitir una estación en señal de prueba bajo el nombre de "91.1 FM" (que luego sería renombrado como Vital FM) con canciones de rock y pop. Desde entonces, Radio Disney emite exclusivamente en la frecuencia 104.7 FM.
Desde mayo de 2025, la emisora empezó a emitir cumbia en su programación.

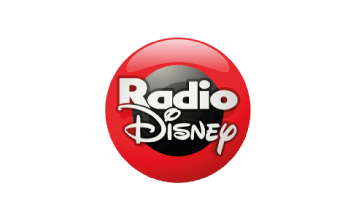
Anterior logo de Radio Disney Latinoamérica (2007-2023)

## Frecuencias

### Actuales
- Lima - 104.7 FM

### Anteriores
- Lima - 91.1 FM (remplazada por Radio Vital FM)